# سانتا کلمبا، بیتینا
سانتا کلمبا (به ایتالیایی: Santa Colomba) یک منطقهٔ مسکونی در ایتالیا است که در بینتینا واقع شده‌است. سانتا کلمبا ۴۳۳ نفر جمعیت دارد و ۶۲ متر بالاتر از سطح دریا واقع شده‌است.